# Voronej (cheval)
Bitugue
Pour les articles homonymes, voir Voronej.
Le cheval de Voronej (russe : Voronejskaïa oupriajnaïa), autrefois nommé Вitugue (Битю́г), est une race chevaline de trait originaire de l'oblast de Voronej, en Russie. 

## Histoire
C'est au XVIIIe siècle, près de la rivière Bitioug, que les paysans de Voronej ont élevé le cheval du même nom. À partir du cheval des steppes local, ils pratiquent des croisements avec le Frederiksborg, des étalons de Hollande envoyés par Pierre Ier le Grand, et des chevaux de trait locaux. Par la suite, la race a été améliorée par croisement avec le trotteur d'Orlov. Pour renouveler le sang, il était habituel de faire venir des Frederiksborgs. 
Dans la seconde moitié du XIXe siècle, la race commence à disparaître. Cela s'explique par les croisements avec des races locales de trotteurs, et par une réduction des surfaces pâturables, conséquence du défrichage des steppes, qui contraint les paysans à garder leurs chevaux à l'étable et à les nourrir de paille, de tourteaux et de son, nourriture peu adaptée à un cheval de travail. Cependant, ses qualités de cheval de ferme incitent des paysans installés près de la rivière Bitioug à conserver la race. Peu de temps après, dans le Verkhneknaskh (ru) et d'autres régions voisines, une race très similaire au Bitugue est créée. 
Après la guerre civile russe, la totalité des Bitugues a disparu. La race semble avoir été trop croisée avec le Clydesdale et le trotteur d'Orlov. Un programme est lancé en 1936 pour améliorer les chevaux de trait locaux en partant d'un élevage en race pure, puis en intégrant des croisements avec des trotteurs. Un haras est établi en 1938 pour cette future nouvelle race. En 1939, le cheval ainsi obtenu est présenté à l'Exposition agricole de toute l'Union (ru),.
De très bons spécimens de chevaux de Voronej sont nés récemment. Les améliorations programmées prévoient des croisements avec le cheval de Vladimir.

## Description

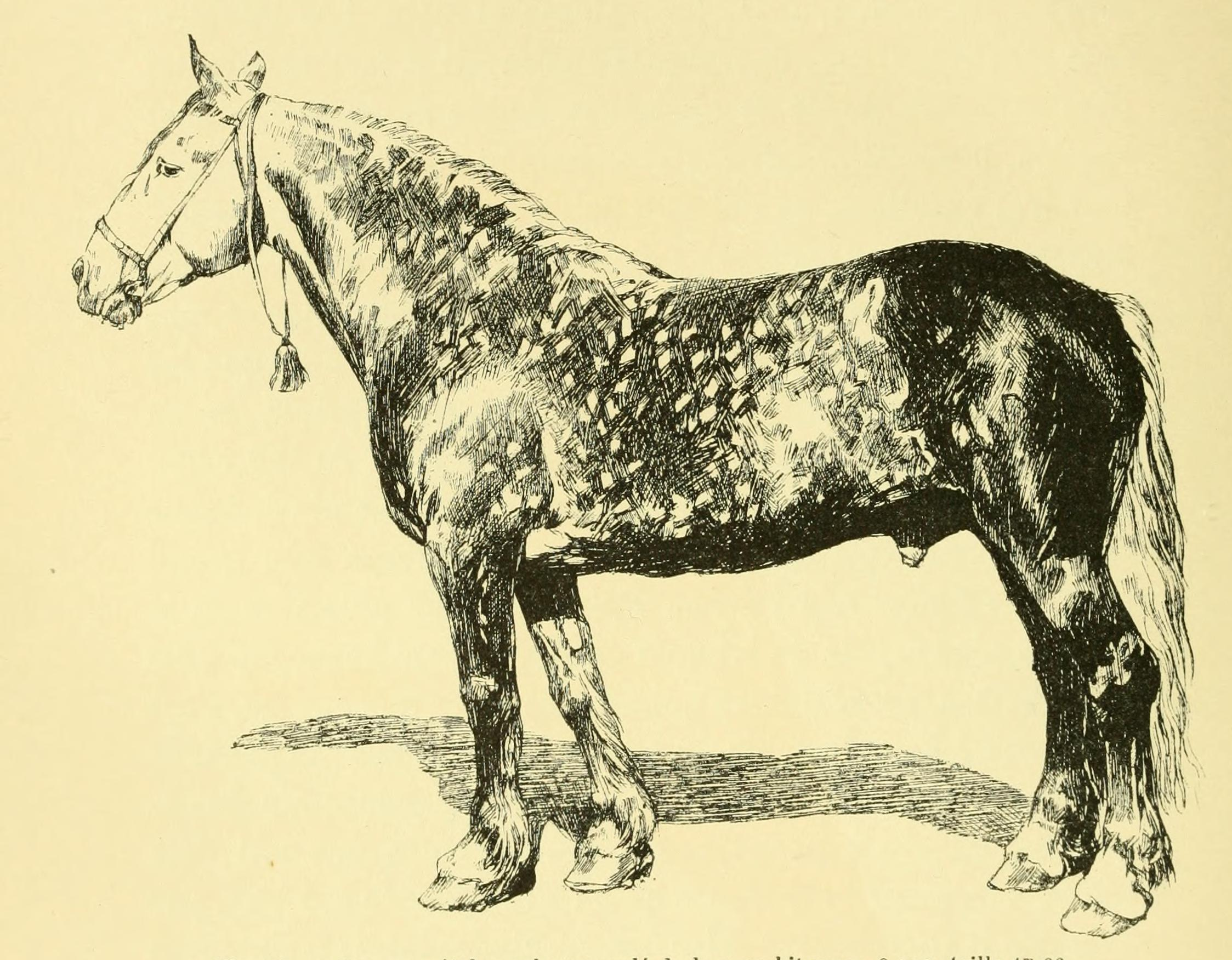
Bitugue dans Les races chevalines, 1898.

Le Voronej montre une nette influence des chevaux de trait britanniques, et présente de très nombreuses caractéristiques du Bitugue, dont il est considéré comme le descendant direct. Il se présente en trois types :
- le plus petit type, également le plus trapu ;
- le type léger, issu d'un croisement entre le Bitugue et un trotteur ;
- un troisième type, d'origine mal connue, aux proportions dis-harmonieuses.

La taille moyenne du Voronej est de 1,62 m (pour une fourchette de 1,55 m à 1,78 m au garrot), le poids moyen est de 550 kg. La tête présente un front large. Son corps est allongé et bien développé. Sa poitrine est large. Ses jambes assez sèches, avec des articulations de bonne qualité, et sont recouvertes de fanons à leurs extrémités. Sa croupe est longue, musclée et large ; son dos est large et musclé. Ses principaux défauts résident dans la maigreur de ses jambes, dont les muscles sont peu développés, et la faiblesse de son dos. 

### Robes
Les robes possibles sont le bai, le gris, le rouan, et plus rarement le noir.

### Tempérament et entretien
Ayant des besoins alimentaires modérés, il présente des qualités intéressantes pour un cheval de ferme : il est d'un caractère extrêmement calme, très endurant, et capable de tracter des charges allant jusqu'à 800 kg sur 50 à 85 km en une journée.

## Utilisations
Il est aussi bien monté qu'attelé. Le Bitugue aurait été impliqué dans la production de la race Malakan.

## Diffusion de l'élevage
Le Bitugue a été élevé principalement par les paysans de Voronej, et au haras de Khrenov. 
La race est rare, il arrive qu'elle soit signalée comme ayant disparu. Par ailleurs, l'ouvrage Equine Science (4e édition de 2012) le classe parmi les races de chevaux de trait peu connues au niveau international.